# Saint-Jouin-de-Marnes
Saint-Jouin-de-Marnes är en kommun i departementet Deux-Sèvres i regionen Nouvelle-Aquitaine i västra Frankrike. Kommunen ligger i kantonen Airvault som tillhör arrondissementet Parthenay. År 2018 hade Saint-Jouin-de-Marnes 572 invånare.

## Befolkningsutveckling
Antalet invånare i kommunen Saint-Jouin-de-Marnes
| Referens: INSEE |